# A Skull in Connemara
A Skull in Connemara è un'opera teatrale del drammaturgo britannico di origini irlandesi Martin McDonagh, debuttata a Galway nel 1997. È la seconda parte della Trilogia di Leenane.

## Trama
La moglie di Mick Dowd è morta in circostanze misteriose e la piccola comunità non ha dubbi sul fatto che la donna sia stata assassinata dal marito. Mick non si cura dei pettegolezzi, ma il suo lavoro lo tiene a stretto contatto con i morti: l'uomo è il becchino del paese e una notte, mentre scava per fare posto a nuove salme, la moglie riappare davanti a lui.

## Produzioni
La pièce debuttò al Town Hall Theatre di Galway il 4 giugno 1997, con la regia di  Garry Hynes. Il cast era composto da: Mick Lally (Mick Dowd), David Wilmot (Mairtín Hanlon), Anna Manahan (Maryjohnny Rafferty) e Brían F. O'Byrne (Tom Hanlon). La stessa produzione andò in scena al Royal Court Theatre di Londra, mentre il debutto americano avvenne nel 2000, al A Contemporary Theatre (ACT) di Seattle.